# Кодинск (аэропорт)
Аэропорт «Кодинск» — единственный аэропорт в Кежемском районе Красноярского края, находится в 15 км к югу от районного центра — города Кодинска. Единственное воздушное соединение с краевым центром.
В аэропорту одна полоса с искусственным покрытием, деревянный аэровокзал, одна рулёжная дорожка.
Ближайший к аэропорту населённый пункт — небольшой дачный посёлок «Авиатор».

## История
В 1970 году началось строительство Богучанской ГЭС. Для обслуживания стройплощадки был создан аэродром Кодинская Заимка, который в 1982 году был преобразован в аэропорт 5 класса[прояснить]. Одновременно создаётся Кодинское авиазвено.(командир авиазвена Емельянов А.Д.)
Уже в следующем, 1983 году начинается масштабное строительство на новом месте (нынешний аэропорт Кодинск), и к 1989 году появляется искусственная ВПП, способная принимать самолёты Cessna 208, Ан-2, Ан-32, Ан-74, Як-40, Л-410, Ил-18 и вертолёты всех типов. Тогда же вводится в строй первый пусковой комплекс средств наземного обслуживания, включая деревянный аэровокзал, существующий до сих пор.
В 1990 году аэропорт Кодинская Заимка закрывается, все рейсы передаются аэропорту Кодинск.
Единственным действующим аэропортом в Кежемском районе Кодинск стал в начале 90-х, когда Кежемское авиапредприятие вместе райцентром было переведено из Кежмы в Кодинск. Аэропорт Кежмы при этом был закрыт.
В 2012 году аэропорт «Кодинск» вошёл в ФГУП «Аэропорты Красноярья» на правах филиала.

## Показатели деятельности
| год        | 2014 | 2015 | 2016 | 2017 |
| пассажиров | 5338 | 2791 | 3639 | 3432 |
| Источники: |      |      |      |      |

## Перспективы
До 2018 года ожидается реконструкция аэропорта «Кодинск» согласно программе «Комплексное развитие Нижнего Приангарья». Ожидается[кем?], что после реконструкции на поле появятся: пожарное депо, заправочная станция, 2 ангара, телетрап от 4 выхода (2-й этаж); в терминале появятся vip-зал, комната матери и ребёнка, банкомат, буфет, магазин, медпункт.

## Катастрофы
- 07.12.1988 г, 19:33 по местному времени, во время захода на посадку самолёт Л-410УВП, недолетев до ВПП, задел деревья и упал в лес. На борту было 14 человек: 2 членов экипажа и 12 пассажиров. Погибло шесть человек: двое членов экипажа, четверо пассажиров[6].

## Происшествия
- В июле 2013 года во время ремонта аэровокзала возникло возгорание, в результате пожара уничтожен зал ожидания[7].

## Ближайшие аэропорты в других городах
- Мотыгино (260 км)
- Ванавара (276 км)
- Братск (282 км)
- Железногорск (372 км)
- Байкит (386 км)